# Кола (Баня-Лука)
Кола (серб. Кола / Kola) — село в общине Баня-Лука Республики Сербской Боснии и Герцеговины. Население составляет 1385 человек по переписи 2013 года.

## География
Располагается в 10 километрах от города Баня-Лука (от центра, Сербских Топлиц). Территория посёлка довольно большая, тем самым плотность населения там невысокая в разных его районах.

## Население

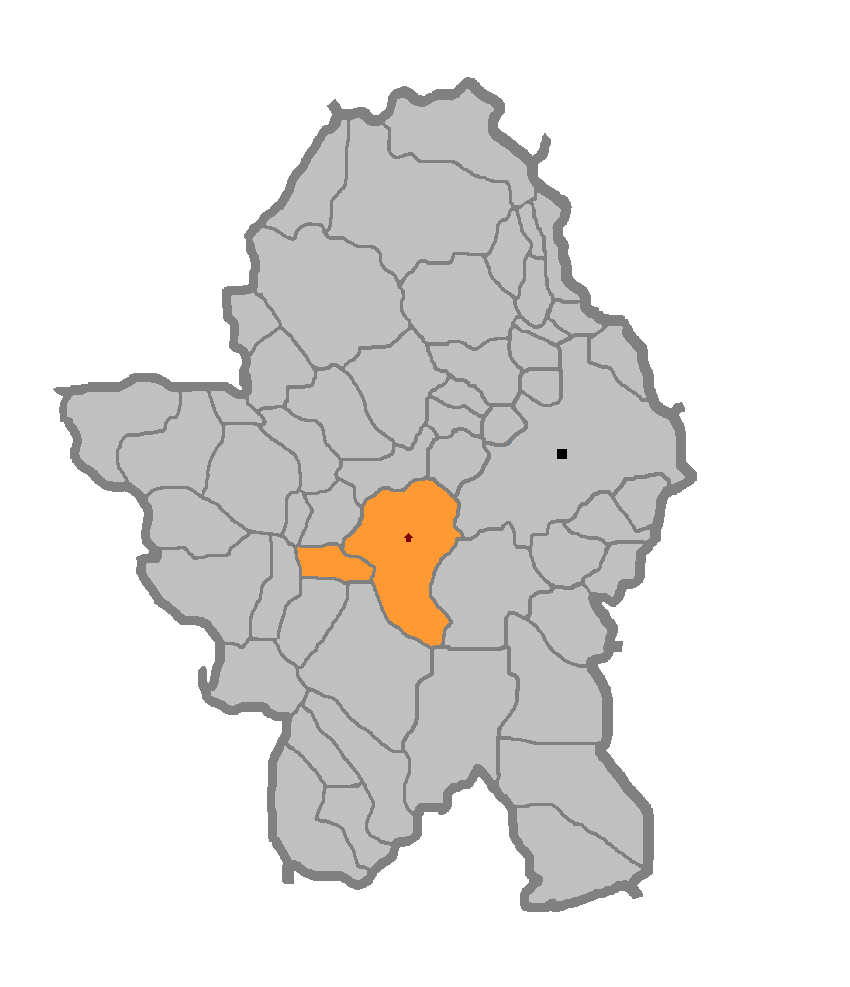
Кола и её территория на карте общины Баня-Лука

## Основные объекты
В селе насчитываются три продуктовых магазина, кафе «Афродита», кафе-пиццерия «Кола», медпункт, почта, школа и памятник погибшим во Второй мировой с небольшим парком.

## Культура
Школа в селе носит имя Петара Кочича (в её состав входят школы в Стричичах, Конотарах, Лусичах, Павичах, Вилусях и Локварах). Ранее школа носила имя Бранко Загораца. В селе также есть деревянный (бревенчатый) и каменный храмы Вознесения Господня.

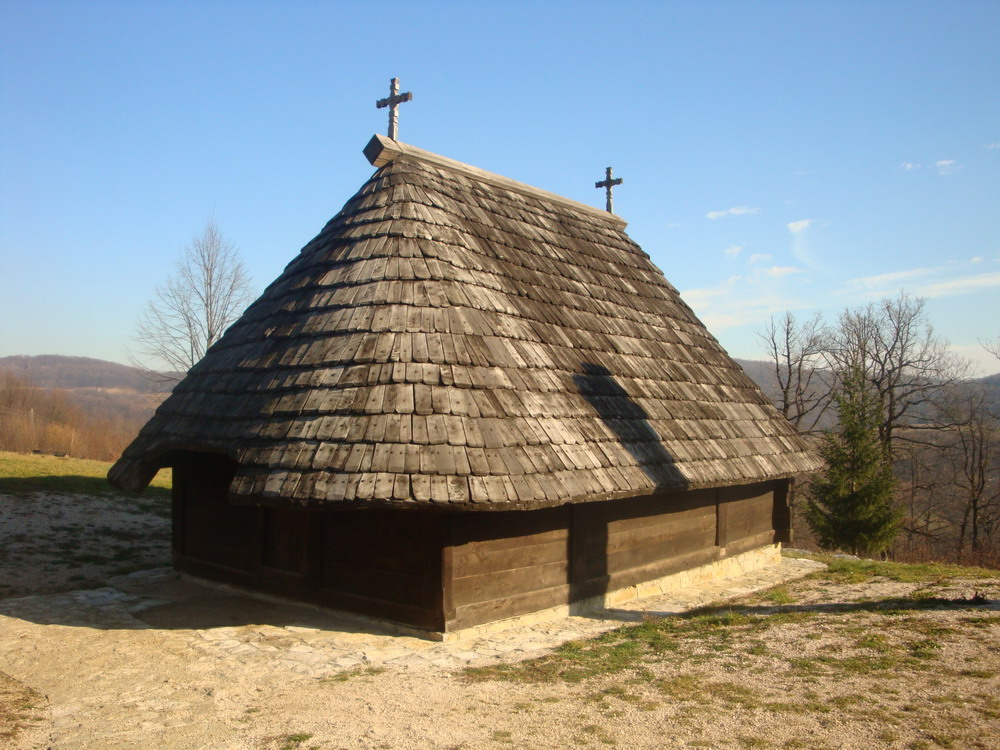
Бревенчатый Храм Вознесения Господня
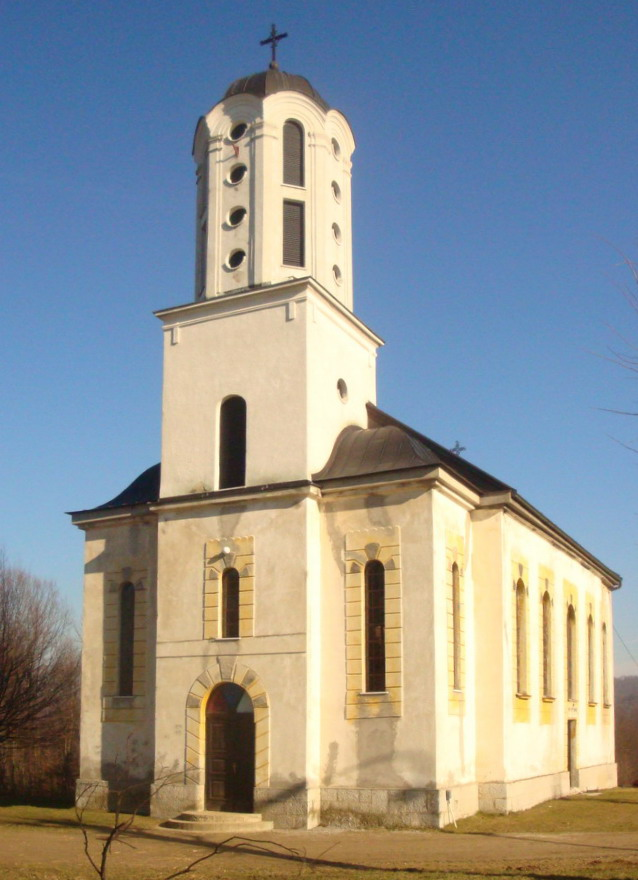
Каменная Церковь Вознесения Господня